# Rööhönsaaret
Rööhönsaaret är en ö i Finland. Den ligger i sjön Saimen och i kommunen Sankt Michel i den ekonomiska regionen  S:t Michel och landskapet Södra Savolax, i den södra delen av landet, 200 km nordost om huvudstaden Helsingfors. Öns area är 0,6 hektar och dess största längd är 180 meter i sydväst-nordöstlig riktning.  Notera att namnet antyder att det är fråga om flera öar.